# Zab
Zab és el nom de dos rius que recorren l'Iran, Turquia i Iraq i van a parar al Tigris
- El Gran Zab (Zab Ala) o Zab Superior, neix a les muntanyes del Taure i recorre 426 km fins al Tigris, on arriba més avall de Mossul. El seu nom antic en llatí fou Lycus (grec Lycos).

- El Petit Zab (Zab Asfal) o Zab Inferior neix al nord-oest de l'Iran i recorre 402 km, en gran part per Iraq, arribant al Tigris prop de Baiji. El seu nom antic fou Kapros (grec) o Caprus (llatí).

## Localitats irrigades pel Zab
- Barzan